# یواس‌اس کاکرین (دی‌دی‌جی-۲۱)
یواس‌اس کاکرین (دی‌دی‌جی-۲۱) (به انگلیسی: USS Cochrane (DDG-21)) یک ناوشکن موشک‌انداز نیروی دریایی ایالات متحده آمریکا بود. این کشتی که طول آن ۴۳۷ فوت (۱۳۳ متر) بود، در سال ۱۹۶۲ ساخته شد.